# 布雷勒河畔旧鲁昂
布雷勒河畔旧鲁昂（法語：Vieux-Rouen-sur-Bresle，法語發音：[vjø ʁwɑ̃ syʁ bʁɛl]）是法国滨海塞纳省的一个市镇，属于迪耶普区。

## 地理
布雷勒河畔旧鲁昂（49°50'2"N, 1°43'13"E）面积14.92 平方千米，位于法国诺曼底大区滨海塞纳省，该省份为法国北部沿海省份，其西部及北部濒大西洋英吉利海峡，东起顺时针与索姆省、瓦兹省、厄尔省和卡爾瓦多斯省接壤。
与布雷勒河畔旧鲁昂接壤的市镇（或旧市镇、城区）包括：讷维尔科普格勒、欧贝吉蒙、埃勒库尔、奥当欧博斯克、布雷勒河畔圣日耳曼。

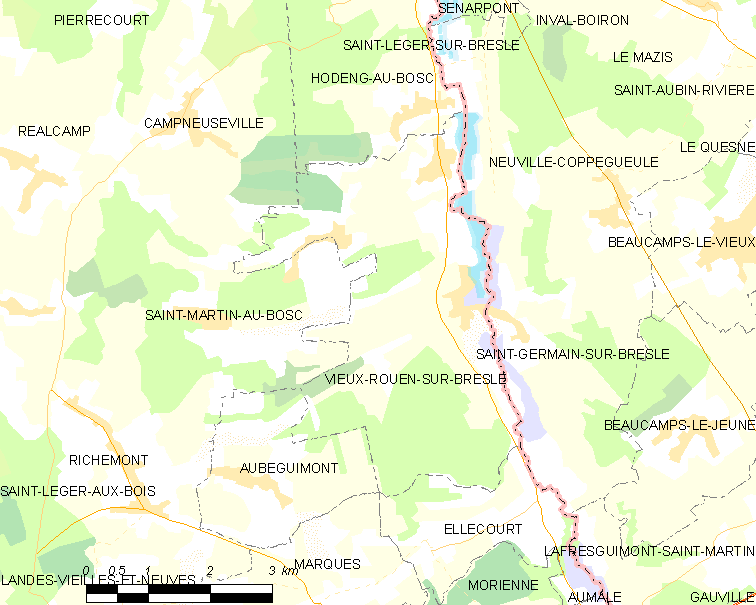
布雷勒河畔旧鲁昂的OSM定位图

布雷勒河畔旧鲁昂的时区为UTC+01:00、UTC+02:00（夏令时）。

## 行政
布雷勒河畔旧鲁昂的邮政编码为76390，INSEE市镇编码为76739。

## 政治
布雷勒河畔旧鲁昂所属的省级选区为布赖地区古尔奈县。

## 人口

1962-2008年间布雷勒河畔旧鲁昂人口变化图示

布雷勒河畔旧鲁昂于2022年1月1日时的人口数量为583人。